# Menschenrechte, Befreiung und Versöhnung: Das Vermächtnis von Nelson Mandela
Menschenrechte, Befreiung und Versöhnung: Das Vermächtnis von Nelson Mandela (englisch Human Rights, Liberation and Reconciliation: Nelson Mandela Legacy Sites) ist die Bezeichnung einer im Juli 2024 von der UNESCO in ihre Liste des Weltkulturerbes aufgenommenen seriellen Stätte in Südafrika. Sie umfasst insgesamt 14 Einzelstätten, die alle mit der Unterdrückung und dem Befreiungskampf der im Rahmen der Apartheid entrechteten südafrikanischen Bevölkerungsgruppen in historischer Verbindung stehen.

## Übersicht
| Ort des Welterbes | Beschreibung | Bild | Standort                                                                      |
| --- | --- | ---- | ----------------------------------------------------------------------------- |
| University of Fort Hare, Healdtown, Lovedale, St Matthews Complex | Diese drei Orte sind Stätten mit herausgehobener historischer Bedeutung, die ihre Wurzeln in der Erziehungs- und Bildungsarbeit europäischer Missionare haben. Sie befinden sich in einer Region, die im Verlauf von über 100 Jahren Kriegsführung gegen die indigene Bevölkerung (Grenzkriege) starke Verwüstungen erlitt. Diese Einrichtungen brachten führende Persönlichkeiten des südlichen Afrikas hervor, die eine Synthese aus westlichen und afrikanischen Werten verkörperten. |      | Lage                                                                          |
| Union Buildings | Dieses, als Symbol für die Bildung der Südafrikanischen Union im Jahr 1910 in Pretoria errichtete Regierungsgebäudekomplex war anfangs Sitz der Macht für das fortgesetzte repressive Kolonialregime, einschließlich des Apartheidregime. Seit 1994 wurde es zum Symbol der demokratischen Versöhnung, als die neue Regierung nach der Apartheid das Gebäude als ihren Sitz behielt; |      | Lage                                                                          |
| Sophiatown und District Six: Gedenkstätten der Zwangsumsiedlungen | Sophiatown (Johannesburg) und District Six (Kapstadt) sind Symbole für die Zwangsumsiedlung der einst ansässigen Bevölkerung und die Deklarierung dieser Gebiete zu White areas. |      | Lage(Sophiatown)                                                              |
| Kliptown (Walter Sisulu Square) and the Freedom Charter; | In Kliptown fand der Congress of the People („Volkskongress“) statt, bei dem Delegierte der Anti-Apartheid-Gruppierungen African National Congress, South African Indian Congress, Congress of Democrats und South African Coloured People’s Organisation gemeinsam die Freedom Charter („Freiheitscharta“) verabschiedeten. |      | Lage                                                                          |
| Chief Albert Luthuli Home & Museum; Howick, Ort der Gefangennahme von Nelson Mandela in Natal; Manaye Hall und Orte der Versöhnung in Pietermaritzburg Nelson Mandela Centre for Memory | Chief Albert Luthuli war wahrscheinlich der erste ANC- und Befreiungsführer, der internationales Ansehen erlangte (Friedensnobelpreis). Er ist der erste Afrikaner, der den Friedensnobelpreis erhielt. Seine Führungsrolle inspirierte Generationen von Befreiungsaktivisten. In seinem Haus verbrachte er den größten Teil seines späteren Lebens unter Hausarrest. Als Nelson Mandela 1962 in Howick in der damaligen Provinz Natal verhaftet wurde, kam er gerade von einer Beratung mit Luthuli. Seine Verhaftung war der Auslöser für eine Reihe von Prozessen, die im Rivonia-Prozess gipfelten, wonach er schließlich 27 Jahre im Gefängnis verbringen musste. Die Manaye Hall in Pietermaritzburg war der Ort des ersten großen Versuchs, alle politischen Akteure Südafrikas zusammenzubringen, um eine friedliche Versöhnung des Konflikts zu erreichen. Von den 1980er bis Mitte der 1990er Jahre war sie das Epizentrum eines Konflikts geringer Intensität, der darauf abzielte, den Beginn der Menschenrechte und der Befreiung zu verzögern. Dieser Konflikt wurde durch Verhandlungen und Versöhnung gelöst, wovon verschiedene Orte in der Region Pietermaritzburg zeugen. Das Leben und die Zeit der Führungsgeneration von Nelson Mandela wird am besten durch die Sammlung des Mandela Centre for Memory dargestellt. Dieser Ort erzählt die Geschichte von Nelson Mandela und den Werten, die er vertrat. Es beherbergt Dokumente, Reden und Fotografien, die die Authentizität und Integrität der vielen Ereignisse im Befreiungskampf für Südafrika widerspiegeln. Sie wurde zum Mittelpunkt zahlreicher Treffen von Staatsmännern und -frauen aus aller Welt, die gemeinsam an der Stärkung der globalen Menschenrechts- und Versöhnungsagenda arbeiteten. |      | Lage(Luthuli Museum) Lage(Howick) Lage(Pietermaritzburg) Lage(Mandela Centre) |
| Palace of Justice High Court and the Rivonia Treason Trial (1963) | Schauplatz des Rivonia-Prozesses |      | Lage                                                                          |
| Sharpeville & Langa 1960 Massacre, Gedenkstätten | Die Gedenkstätten des Massakers von Sharpeville und des Massakers von Langa erinnern an die 1960 aufgekommenen Proteste gegen die Passgesetze und die daraus resultierenden Massaker an den Demonstranten. |      | Lage(Sharpeville) Lage(Langa)                                                 |
| Liliesleaf Farm Gedenkstätte der Befreiung | Die Liliesleaf Farm diente in den 1960er Jahren zeitweilig als Unterschlupf für Aktivisten des Afrikanischen Nationalkongresses (ANC). Von hier aus wurden die ersten Operationen des Umkhonto we Sizwe geplant, die den Übergang vom passiven Widerstand zu bewaffneten Aktivitäten darstellte. |      | Lage                                                                          |
| Vilakazi Street Soweto & Hector-Pieterson-Museum in Soweto | Die Vilakazi Street ist vielleicht die einzige Straße der Welt, in der zwei Friedensnobelpreisträger gewohnt haben – Nelson Mandela und der einstige Erzbischof Desmond Tutu. Das Museum präsentiert die Geschehnisse, die zu dem Aufstand in Soweto führten, sowie die zum Aufstand selbst. Einer der Toten des Aufstands war Hector Pieterson, ein zwölfjähriger südafrikanischer Schüler der durch das von Sam Nzima gemachte Foto, das den sterbenden Pieterson zeigt, weltweit für Aufsehen sorgte. |      | Lage(Vilakazi Street) Lage(Hector-Pieterson-Mueseum)                          |
| Constitutional Hill und Wahrheits- und Versöhnungskommission | Der Constitutional Hill ist Sitz des Verfassungsgericht der Republik Südafrika. Außerdem wurden hier 156 angeklagte Personen, darunter Nelson Mandela und Oliver Tambo, vor ihrem Prozess 1956 inhaftiert. |      | Lage                                                                          |
| Gedenkstätte Freedom Park und Waihoek Site | Der Freiheitspark befindet sich am Salvokop in Pretoria. Er umfasst ein Denkmal mit einer Liste der Namen derjenigen, die in den südafrikanischen Burenkriegen, im Ersten und Zweiten Weltkrieg sowie während der Apartheid-Ära gefallen sind. |      | Lage(Freedom Park National Memorial Site) Lage(Waihoek Site)                  |
| Nelson-Mandela-Stätten (Qunu, Mvezo, Mqekezweni) | Aufenthaltsorte von Nelson Mandela |      | Lage                                                                          |
| Mit Steve Bantu Biko verbundene Stätten und Zanempilo-Klinik | Wirkungsstätten von Steve Biko, einem Anführer des afrikanischen Widerstandes gegen die Apartheid und Gründer des Black Consciousness Movement („Bewegung des schwarzen Selbstbewusstseins“). |      | Lage                                                                          |
| Quelle: | |      |                                                                               |